# Marquinho Durval
 Marcos Joseraldo Lemos, mais conhecido como Marquinho Durval (Itamarandiba, 3 de julho de 1959), é um empresário e político brasileiro. Atualmente é deputado estadual eleito pelo Partido dos Trabalhadores.
Nas eleições de 2018, foi candidato a deputado pelo PT e foi eleito com 41 852 votos.